# Wim Hof
Wim Hof (nacido el 20 de abril de 1959), también conocido como Iceman (por su tolerancia al hielo), es un atleta extremo holandés famoso por su capacidad de tolerar temperaturas heladas. Ha batido diversos récords Guinness nadando bajo hielo y manteniéndose en contacto con su cuerpo completamente sumergido en hielo durante un largo rato y correr una media maratón sobre hielo y nieve. Atribuye estas hazañas a su «método Wim Hof» (WHM), una combinación de exposición al frío junto a técnicas de respiración y meditación. Hof ha sido tema de diversas valoraciones médicas y tiene dedicado un libro de investigación de la periodista Scott Carney.

## Inicios
Wim Hof nació en Sittard (provincia de Limburgo, Países Bajos) en 1959, siendo el hermano del medio de sus 8 hermanos. Hof tiene seis hijos, cuatro de ellos con su primera mujer Marivelle-Maria (también llamada Olaya), quien se suicidó en 1995; un hijo con su novia en 2003 y otro hijo con su última novia en 2017. Cuando  tenía 17 años de edad sintió unas ganas para saltar al agua fría helada del Beatrixpark canal. Hof ha dicho que sus técnicas de frío y de respiración lo ayudaron a ayudarlo con la pérdida de su primera mujer.

## Récords

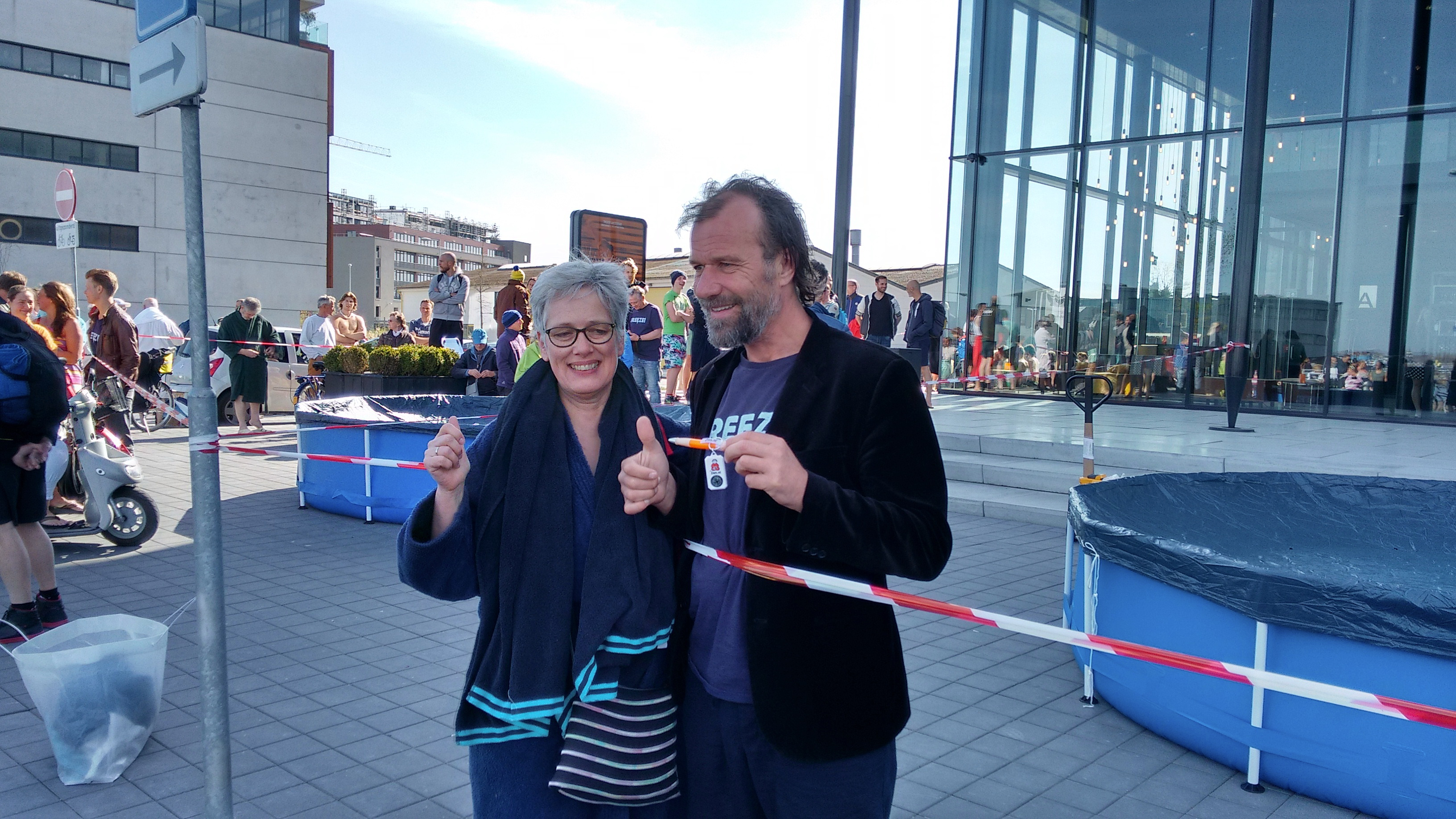
Hof en un evento de 2015.

El 16 de marzo del año 2000, Hof batió el récord Guinness de nadar la mayor distancia bajo el hielo, con una distancia de 57,5 metros. Nadó en un lago cercano a Pello, en Finlandia, fue grabado para un programa de TV holandés, y una prueba el día anterior casi acaba en desastre, ya que sus córneas empezaron a congelarse y tuvo que nadar ciego. Un buzo le rescató cuando empezó a perder la consciencia. En 2013 batió un nuevo récord de 76,2 metros Stig Severinsen.
El 26 de enero de 2007, Hof batió el récord de correr una media maratón descalzo sobre hielo y nieve con un tiempo en crono de 2 horas, 16 minutos y 34 segundos.
Hof batió el récord mundial de mayor duración de tiempo en contacto total con hielo hasta 16 veces, estando 1 hora, 42 minutos y 22 segundos el 23 de enero de 2009; 1 hora, 44 minutos en enero de 2010; y 1 hora 53 minutos y 2 segundos en 2013. Esto fue superado en 2014 por Songhao Jin de China, con 1 hora, 53 minutos y 10 segundos; y superado en 2019 por Josef Köberl de Austria, con 2 horas, 8 minutos y 47 segundos.
En 2007, Hof subió a una altitud de 7 200 metros en el Monte Everest exclusivamente con pantalones cortos y zapatillas, pero no llegó a la cumbre por culpa de una lesión en el pie. En febrero de 2009, Hof escaló hasta el Monte Kilimanjaro en dos días en los que llevaba únicamente pantalones cortos y zapatillas. En 2016 coronó Gilmans en Kilimanjaro con el periodista Scott Carney en 28 horas, un acontecimiento más tarde documentado en el libro Lo que no nos mata. En septiembre, corrió una maratón en el desierto de Namibia sin agua, bajo la supervisión del Dr. Thijs Eijsvogels.

## El método Wim Hof (WHM)
Wim Hof comercializó un régimen de entrenamiento al que llamó «el método Wim Hof (WHM por sus siglas en inglés)», junto a su hijo Enahm Hof. El método implica tres «pilares»: terapia fría, respiración y meditación.  Tiene semejanzas con el tumo de meditación tibetano y pranayama, ambas empleando técnicas de respiración.

### Respiración
Hay diversas variaciones del método de respiración. La versión básica consta de tres fases:
1. Respiración controlada: la primera fase implica ciclos de respiración de 30 a 40. Cada ciclo va de la siguiente manera: respirar profundamente, llenando los pulmones. Suelta el aire sin fuerza y repite este ciclo entre 30 y 40 veces. Según Hof esta forma de hiperventilar puede causar parestesia.
2. Retención de respiración: tras esos ciclos de hiperventilación controlada, tomar una última respiración y expulsar todo el aire. No vacíes bruscamente los pulmones, deja el aire salir hasta que necesites contraer el diafragma para expulsar más aire. Controla la respiración hasta que sientas un impulso para respirar otra vez (de 1 a 3 minutos).
3. Respiración de recuperación: tras un impulso de respiración fuerte, se debe tomar una carga de aire para llenar los pulmones. Mantén la respiración unos 15 o 20 segundos y suéltala.

## Polémica
Cuatro practicantes del WHM se ahogaron en 2015 y 2016 y sus familiares consideraron que los ejercicios de respiración eran los culpables.
Críticos de Hof hablan de los beneficios de su método, dando esperanzas falsas a las personas que adolecen enfermedades serias. En su web dice que el método redujo síntomas de varias enfermedades que incluyen artritis reumatoide, esclerosis múltiple y párkinson; incluso dice que podría curar algunas formas de cáncer. Wouter van Marken Lichtenbelt, uno de los científicos que estudió a Hof, declaró que «el vocabulario científico de Hof es un galimatías y que mezcla términos científicos sin sentido como pruebas irrefutables». Aun así, Van Marken Lichtenbelt aconseja: «Al practicar el método Wim Hof es necesaria una buena dosis de sentido común (por ejemplo, no hiperventilar antes de sumergirse en el agua) y sin expectativas excesivas».

## Multimedia

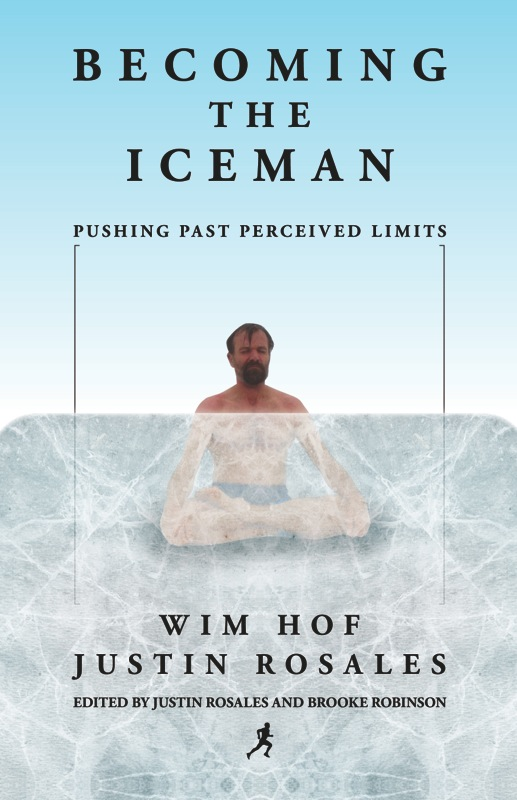
«Becoming the Iceman».

Hof aparece en el video musical "My Last Breath" de James Newman, participación de Reino Unido en Eurovision 2020.
Aparece en la primera temporada de la serie de Netflix Goop Lab.
Hof también fue entrevistado en el podcast The Joe Rogan Experience.
Hof participa en el libro de Scott Carney Lo que no nos mata.

## Publicaciones
- Hof, Wim (1998). Klimmen in stilte [Climbing in silence] (en dutch). Altamira. ISBN 9789069634395.
- Hof, Wim (2000). De top bereiken is je angst overwinnen [Reaching the top is overcoming your fear] (en dutch). Andromeda. ISBN 9789055991136.
- Hof, Wim; Rosales, Justin (2012). Becoming the Iceman : pushing past perceived limits. Mill City Press. ISBN 9781937600464.
- Hof, Wim; Jong, Koen A.M. de (2015). Koud kunstje : wat kun je leren van de iceman?. Uitgeverij Water. ISBN 9789491729256.

## Más lectura
- Buijze, Geert A.; Hopman, Maria T. (December 2014). «Controlled Hyperventilation After Training May Accelerate Altitude Acclimatization». Wilderness & Environmental Medicine 25 (4): 484-486. PMID 25443751. doi:10.1016/j.wem.2014.04.009.
- Erp, Pepijn van (25 de enero de 2015). «'Iceman' Wim Hof over the top». Pepijn van Erp. Consultado el 24 de febrero de 2019.
- Fehily, Toby (7 de octubre de 2017). «What Doesn't Kill Us, To Be a Machine: books on extreme measures». Consultado el 3 de noviembre de 2017.
- Ferenstein, Gregory (30 de septiembre de 2018). «How To Learn The Wim Hof Method, Even If You're Crazy Busy» (en inglés). Consultado el 23 de febrero de 2019.
- Fuentes, Tamara (6 de marzo de 2018). «Science Reveals Why This Man Can Withstand Insanely Cold Temperatures for Hours». Consultado el 23 de febrero de 2019.
- Hudson, Daisy-May (15 de julio de 2015). «ICEMAN». Consultado el 22 de febrero de 2019.
- Kox, Matthijs; Stoffels, Monique; Smeekens, Sanne P.; van Alfen, Nens; Gomes, Marc; Eijsvogels, Thijs M.H.; Hopman, Maria T.E.; van der Hoeven, Johannes G. et al. (June 2012). «The Influence of Concentration/Meditation on Autonomic Nervous System Activity and the Innate Immune Response». Psychosomatic Medicine 74 (5): 489-494. PMID 22685240. doi:10.1097/PSY.0b013e3182583c6d.
- Learn, Joshua Rapp. «Science Explains How the Iceman Resists Extreme Cold» (en inglés) (22 May 2018). Consultado el 23 de febrero de 2019.
- van Middendorp, Henriët; Kox, Matthijs; Pickkers, Peter; Evers, Andrea W. M. (21 de julio de 2015). «The role of outcome expectancies for a training program consisting of meditation, breathing exercises, and cold exposure on the response to endotoxin administration: a proof-of-principle study». Clinical Rheumatology 35 (4): 1081-1085. PMC 4819555. PMID 26194270. doi:10.1007/s10067-015-3009-8.
- Muzik, Otto; Reilly, Kaice T.; Diwadkar, Vaibhav A. (May 2018). «"Brain over body"–A study on the willful regulation of autonomic function during cold exposure». NeuroImage 172: 632-641. PMID 29438845. doi:10.1016/j.neuroimage.2018.01.067.
- http://podcasts.joerogan.net/podcasts/wim-hof-2. Falta el |título= (ayuda)
- https://www.bbc.co.uk/programmes/p04tsszz. Falta el |título= (ayuda)